# Rue Paul-Vaillant-Couturier (Bondy)
Pour les articles homonymes, voir Rue Paul-Vaillant-Couturier.
La rue Paul-Vaillant-Couturier, est un important axe de communication de Bondy.

## Situation et accès
Cette rue orientée est-ouest rencontre notamment la rue du Breuil et la rue Jean-Jaurès.

## Origine du nom

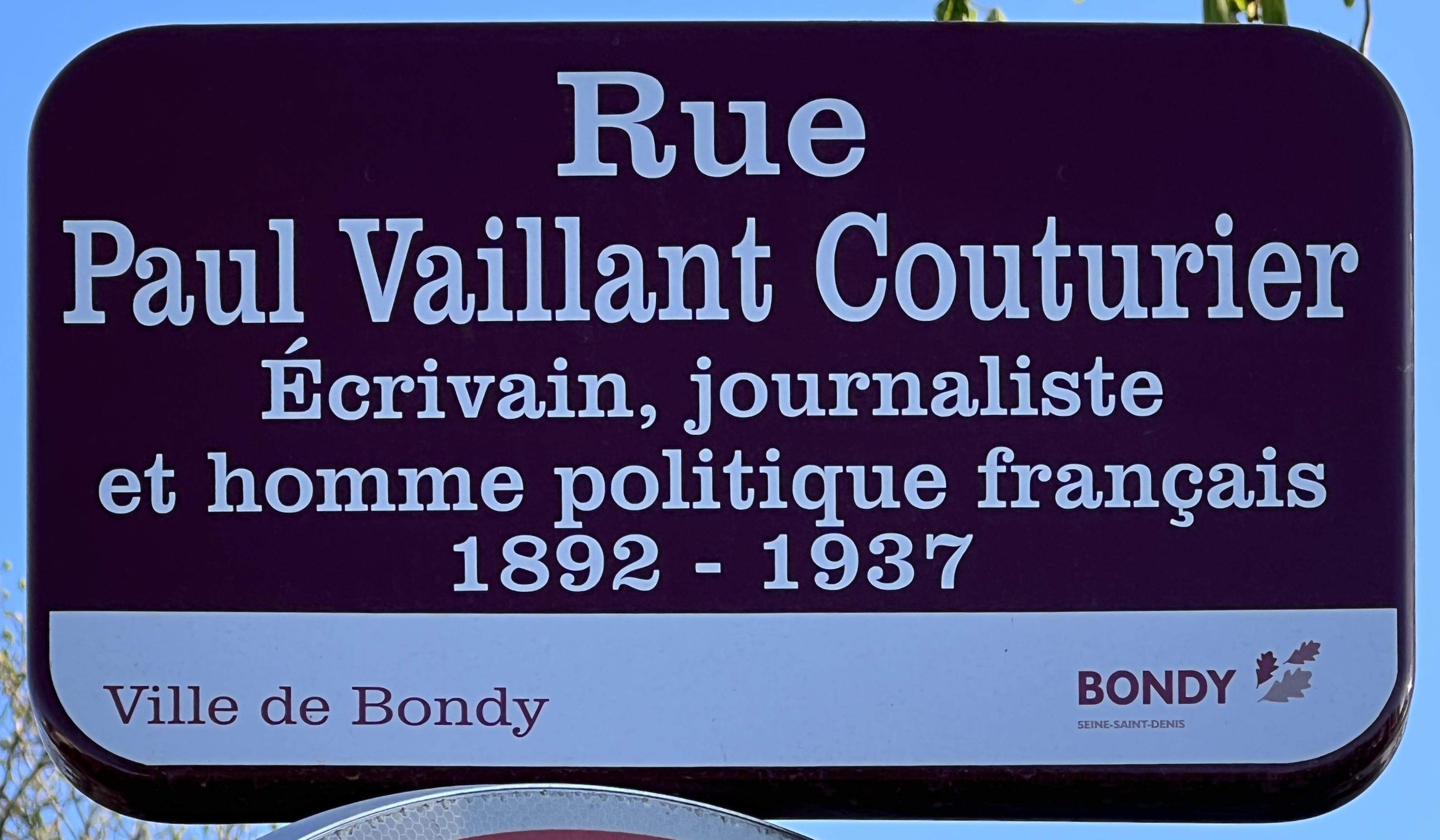
Plaque de l'avenue.

Son nom rend hommage à Paul Vaillant-Couturier, (1892-1937), écrivain, journaliste et homme politique français, cofondateur du Parti communiste français.

## Historique

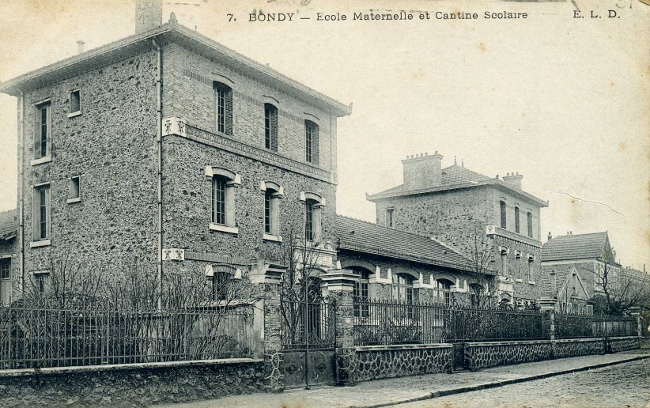
École Maternelle du Mainguy.

Cette voie de communication s'appelait autrefois « rue du Maingui », du nom d'un lieudit qui a donné son nom au quartier.

## Bâtiments remarquables et lieux de mémoire

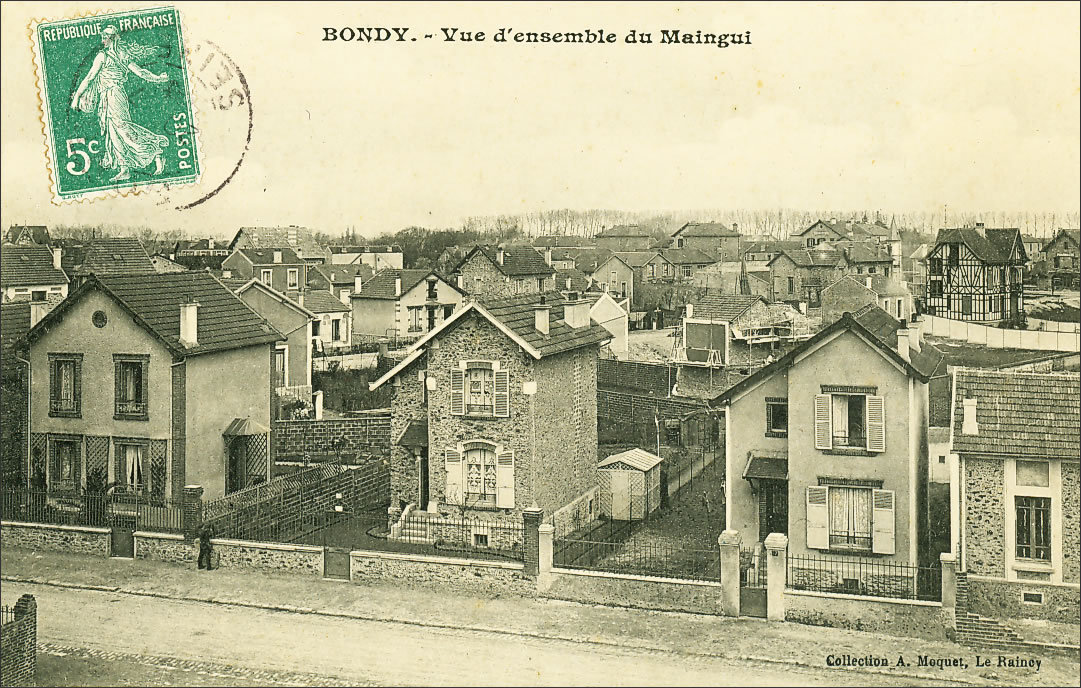
Panorama du quartier du Maingui.

- Groupe scolaire du Mainguy, construit en 1893[4].
- Square François-Mitterrand.